# Baggs, Wyoming
Baggs är en småstad (town) i Carbon County i södra Wyoming i USA. Staden hade 440 invånare vid 2010 års folkräkning.

## Geografi
Baggs ligger vid Little Snake River i sydvästra delen av Carbon County, strax norr om delstatsgränsen mot Colorado.

## Kommunikationer
Wyoming Highway 789 går genom staden i nord-sydlig riktning och övergår vid delstatsgränsen i Colorado Highway 13. Wyoming Highway 70 har sin västra ände här och leder härifrån österut mot Dixon och Encampment.